# Мобильный Firefox
Firefox for mobile (кодовое имя Fennec) — название браузера Mozilla Firefox, адаптированного для мобильных устройств. Мобильный Firefox, как и версия для ПК использует движок Gecko. В качестве основных возможностей, имеется полноценная поддержка браузерных расширений и синхронизация через Firefox Sync. Также главными отличительными особенностями от стандартного в Android и его оболочках браузера Google Chrome — стало наличие расширенных настроек, защиты от трекеров и фингерпринтинга, открытый исходный код.

## История
Первая версия браузера была выпущена для платформы Maemo 28 января 2010 года. Первой версией мобильного Firefox для Android стала версия 4.0, вышедшая 29 марта 2011 года.
Изначально поддержка внешних плагинов по умолчанию была отключена, что ограничивало взаимодействие пользователя с некоторыми типами веб-содержимого, например Adobe Flash. В сентябре 2011 года поддержка Flash была реализована в пре-релизных версиях мобильного Firefox для Android Honeycomb. Начиная с версии 14.0 мобильный Firefox может показывать Flash-содержимое на устройствах под управлением Android 2.x и 4.x.
Кодовое имя браузера происходит от лисы фенек — миниатюрной пустынной лисицы, так как Fennec — уменьшенная версия Mozilla Firefox.
С версии 79.0 стала невозможна установка дополнений с сайта, вместо них стали предлагаться оптимизированные «рекомендуемые дополнения». В рекомендуемых сначала предлагалось всего 9 расширений, по состоянию на июль 2021 года — 16.
В ноябре 2023 года Mozilla объявили о создании новой, открытой экосистемы дополнений для Android. С 14 декабря список поддерживаемых дополнений для мобильной версии браузера значительно расширился (более 450). У пользователей вновь появилась возможность устанавливать совместимые расширения напрямую с сайта «addons.mozilla.org».
С апреля 2024 года количество доступных дополнений для Android достигло более 1000.

## Платформы

### Android
Firefox на Android изначально был доступен для устройств с версией 2.1 и старше, и процессором архитектуры ARMv7. С 2012 года имелась поддержка для старых устройств с процессорами ARMv6. Начиная с релиза 32.0, новые версии выпускались только для Android версии выше 2.3. С версии 69.0, мобильный Firefox работает исключительно на устройствах с версией не ниже 5.0 Lollipop.
В Google Play доступны тестовые beta и nightly версии.
Также для Android существует несколько форков, например: IceCat Mobile, Fennec, Tor. Некоторые из них можно найти в каталоге свободных приложений F-droid или сторонних репозиториях.

### iOS
Версия Firefox для iOS долгое время не планировалась, однако она была представлена в сентябре 2015 года. Из-за политики Apple по отношению к сторонним браузерам, Mozilla были вынуждены написать браузер на движке WebKit. Также отсутствует поддержка расширений.
В 2016 году вышел первый релиз Firefox focus для IOS.

### Другие
Mozilla не разрабатывали версии для Symbian и Palm webOS, однако для последней существовал неофициальный порт.
Поддержка Nokia N900 на платформе Maemo прекратилась в Firefox 7.
Mozilla прекратила разработку Firefox for mobile для всех версий платформы Windows Mobile из-за политики Microsoft в отношении разработчиков сторонних продуктов.

## Тесты
Последняя версия браузера набирает 100 баллов в тесте Acid3.

## Отзывы
До версии 14.0 пользователи часто жаловались на низкую скорость работы браузера, отсутствие поддержки плагинов и проблемы с производительностью. Последнее было связано с использованием XUL-прослойки для отрисовки интерфейса мобильного Firefox по аналогии с настольной версией. 
В версии 14.0 после перевода интерфейса браузера на стандартные компоненты Android и последующего редизайна, показатели скорости запуска и отзывчивости приложения были значительно улучшены.
Сейчас его средний пользовательский рейтинг в Google Play составляет 4,6 баллов.